# Siraph
siraph（シラフ）は、日本のオルタナティヴ・ロックバンド。メンバーとしてVo.Annabel、Gt.照井順政、Key.蓮尾理之、Ba.山崎英明にて構成。

## 概要
ソロシンガーとして同人音楽やアニソンシーンで活動してきたAnnabelを中心に、彼女のバックバンド（Annabel Band）のメンバーとしてライブをサポートしていたミュージシャンたちによって結成された。メンバーには、元School Food Punishmentの蓮尾理之（キーボード）と山崎英明（ベース）、ロックバンド・ハイスイノナサの照井順政（ギター）、Mop of HeadやAlaska Jamで活動する山下賢（ドラムス）など、技巧派として知られるバンドマンたちが名を連ねている。またライブではVJとして齊藤雄磨が参加している。
結成のきっかけは、2014年のAnnabelのソロ・アルバム『TALK』のレコ発ワンマンライブ。その後、一夜限りでは勿体ないということで引き続きサポートを頼むことになり、Annabel Bandとして活動するようになる。その中でAnnabelは次第に「より彼らのプレイヤーとしての個性を生かした曲を演奏したい」「このメンバーで新しい曲を作っていきたい」と思うようになっていった。またメンバーたちも、せっかくそれぞれバンドシーンで活躍してきたミュージシャンが集まったのだから、ただサポートするだけではなくライブパフォーマンスやレコーディングなどでもっとバンドらしい活動をやりたいと望むようになった。
ポストロックやエレクトロニカをベースにした緻密かつ多彩な楽曲群とVJを含む映像表現が特徴。

## 来歴
2014年、母体となるAnnabelのバンドセットのメンバーが集められる。
2015年、バンドのメンバーによる音源制作を開始。
2016年、結成。5月に初の流通盤となる1stミニアルバム『siraph』をリリース 。
2017年1月、1stシングル「quiet squall」をリリース。TVアニメ「Bloodivores」のエンディングテーマに採用された「quiet squall」など全3曲を収録。

## メンバー
- Annabel
  - ボーカルと作詞を担当。binaria、anNina。
- 照井順政
  - ギターと作曲を担当。ハイスイノナサ。
- 蓮尾理之
  - キーボードと作曲を担当。元School Food Punishment、LAGITAGIDA、385。
- 山崎英明
  - ベースを担当。元School Food Punishment、scope。

## サポート
- ドラムス
  - 山下賢 (Mop of Head、元Alaska Jam)　2019年9月8日のライブを最後に正メンバーよりサポートへ。2024年の楽曲でも音源でクレジットを目にすることが出来る。
  - フミキモ (SONOSUKIMAKARA)　上記要因により、2024年現在に至るまでバンドにおける事実上のメインドラマー。
  - 星優太 (WOZNIAK / DALLJUB STEP CLUB)　2019年5月10日のみ緊急ヘルプ

- VJ　コロナ禍前後で変化が見られる
  - 齊藤雄磨
  - yukako (Hello1103)　2022月11月4日～

## ライブ

### 主なライブ活動
| 公演日         | 公演名                                                                   | 会場                           |
| -------------- | ------------------------------------------------------------------------ | ------------------------------ |
| 2016年10月14日 | siraph presents "current drift vol.1"                                    | 福岡ユーテロ                   |
| 2016年11月11日 | current drift vol.1-東京編-                                              | 恵比寿CreAto                   |
| 2016年12月1日  | Shinjuku MARZ 15th Anniversary ~ CRCK/LCKS × siraph × Yasei Collective ~ | 新宿MARZ                       |
| 2017年5月14日  | siraph presents "current drift vol.2 -京都編-"                           | UrBANGUILD                     |
| 2017年7月22日  | siraph ONE MAN LIVE                                                      | 青山月見ル君想フ               |
| 2019年5月10日  | current drift vol.3 - "past & current" Release Tour                      | 恵比寿CreAto                   |
| 2019年9月8日   | current drift vol.3 - "past & current" Release Tour Tokyo Final!!        | 渋谷WWW                        |
| 2019年11月2日  | SAKAGURA LIVE & After Party                                              | 福島県 大和川酒蔵店 北方風土館 |
| 2020年2月8日   | sora tob sakana presents “天体の音楽会“ vol.3                            | TSUTAYA O-WEST                 |
| 2022年11月4日  | siraph ONE MAN LIVE 2022                                                 | 恵比寿CreAto                   |
| 2023年1月28日  | 同上                                                                     | 名古屋 K.D ハポン              |
| 2023年1月29日  | 同上                                                                     | 大阪 SOCORE FACTORY            |
| 2023年3月11日  | siraph ONE MAN LIVE 2022 Tokyo Final                                     | 表参道WALL&WALL                |
| 2023年5月3日   | ヒソミネ 10th Anniversary Event "Thanksgiving"                           | 大宮ヒソミネ                   |
| 2023年7月23日  | siraph ONE MAN LIVE                                                      | 渋谷WWW                        |
| 2023年9月21日  | aquarifa Presents "AfterGlow"                                            | 新代田FEVER                    |
| 2023年12月12日 | Kichijoji WARP 25th Anniversary!! 「ハッピーアワー！！」                 | 吉祥寺WARP                     |
| 2024年1月17日  | Streaming Live UTOPIA                                                    | YouTube                        |
| 2024年2月23日  | 2Man Live (w/jubilee jubilee)                                            | 青山RizM                       |
| 2024年5月31日  | ”Kuradashi” Live                                                         | 恵比寿CreAto                   |
| 2024年9月22日  | homecoming                                                               | 吉祥寺WARP                     |
| 2024年10月26日 | SAKAGURA LIVE & After Party                                              | 福島県 大和川酒蔵店 北方風土館 |
| 2024年11月7日  | CreAto 10th anniversary「式日」                                          | 恵比寿CreAto                   |
| 2024年12月15日 | BAHAMAS FEST 2024                                                        | Spotify O-nest                 |
| 2025年3月8日   | Ghost Camp Tour                                                          | 大阪 SOCORE FACTORY            |
| 2025年3月9日   | 同上                                                                     | 名古屋 K.D ハポン              |
| 2025年3月22日  | 同上                                                                     | 仙台 enn3rd                    |
| 2025年3月23日  | 同上                                                                     | 上越 EARTH                     |
| 2025年4月6日   | 同上                                                                     | 東京キネマ倶楽部               |
| 2025年6月14日  | MUSIC FROM THE MARS / siraph                                             | 表参道WALL&WALL                |
| 2025年8月5日   | Ghost Camp Tour "campfire"                                               | 青山月見ル君想フ               |

## 出演

### 配信番組
- siraph TV - インターネット生配信番組。2016年6月24日から開始。基本的に隔週で行われ、高円寺amp cafeにて公開収録が行われている。
- siraph TV neo - インターネット生配信番組。2020年5月13日より、siraph公式YouTubeチャンネルにて開始。2021年4月19日よりメンバーシップサービスも開始されている。